# Trematopygus bicolor
Trematopygus bicolor är en stekelart som beskrevs av Rudow 1883. Trematopygus bicolor ingår i släktet Trematopygus och familjen brokparasitsteklar. Inga underarter finns listade i Catalogue of Life.